# 秩石
秩石（ちっせき）は、古代中国の官僚の地位の格付けのこと。

## 概要
| 官秩     | 月（斛） | 12か月（斛） |
| -------- | -------- | ------------ |
| （万石） | 350      | 4200         |
| 中二千石 | 180      | 2160         |
| 二千石   | 120      | 1440         |
| 比二千石 | 100      | 1200         |
| 千石     | 80       | 960          |
| 六百石   | 70       | 840          |
| 比六百石 | 50       | 600          |
| 四百石   | 45       | 540          |
| 比四百石 | 40       | 480          |
| 三百石   | 40       | 480          |
| 比三百石 | 37       | 444          |
| 二百石   | 30       | 360          |
| 比二百石 | 27       | 324          |
| 百石     | 16       | 192          |
| 斗食     | 11       | 132          |
| 佐史     | 8        | 96           |

秦代や漢代の官僚の地位の上下は、年俸の額によって決められ、支給される穀物の量を基準とした。ある官職の年俸の額面を官秩といい、単位は石で表された。制度全体としては秩石制や秩石序列という。
官職の地位を石で表すのは『商君書』や『墨子』に記述があるので、この制度の起源は少なくとも戦国時代の秦まで遡り、秦朝を経て漢へと受け継がれた。その後、九品官人法の制定により三国時代に廃止された。
『漢書』の「百官公卿表」や『続漢書』の「百官志」には官職のリストとともに官秩も記載されている。例えば、「百官公卿表」によると、「万石」と称された別格の三公・大将軍を除いて、上は九卿の「中二千石」から、下は100石以下の下級官僚である「百石」・「斗食」・「佐史」まであり、19段階に分かれていたことになる。
ただし、「百官公卿表」にある2,000石のバリエーションは「中二千石」・「二千石」・「比二千石」の3つであるが、時代によっては、「中二千石」・「真二千石」・「二千石」・「比二千石」の4つに分かれていたのでもう1段階あり、逆に800石と500石は600石と400石へそれぞれ統合されたことから、「八百石」・「比八百石」・「五百石」・「比五百石」の4段階は前漢の途中で廃止されているなど、段階の数は細かく変わっている。また、『二年律令』の「秩律」には250石、160石、120石の記述があり、前漢の初期、おそらく呂后2年以前はこういった10の位まで定めた段階があった。

## 百官受奉例
『続漢書』の「百官志」には最後に「百官受奉例」として、後漢でそれぞれの官秩の月ごとの俸給が（「比千石」を除いて）記載されている。1斛を1石として年で換算すると、表で示したように数字がずれているが、他にも様々な疑問点があって、古くから議論されてきた。「半銭半谷」とあり、貨幣と穀物に分けて支給されていたが、この比率を7:3とする説がある。